# Rothia vaovao
Rothia vaovao är en fjärilsart som beskrevs av Sergius G. Kiriakoff 1974. Rothia vaovao ingår i släktet Rothia och familjen nattflyn. Inga underarter finns listade.